# Josef Menges
Jakob Josef Menges (Limburgo del Lahn  7 de octubre de 1850 - ib., 4 de enero de 1910) fue un explorador, etnólogo, zoólogo y comerciante de animales alemán.

## Biografía
Fue hijo de Joseph Menges, director de correos y alcalde de Limburgo del Lahn en 1877, y de Maria Josepha Diefenbach. Estudió en el Prorealgymnasium de Limburgo y completó su formación como funcionario ferroviario en Fráncfort del Meno. 
Viajó por numerosos países de Europa, América, África y Asia, pero estuvo particularmente interesado en el noreste de África. Trabajó para el administrador colonial británico de la provincia egipcia de Sudán, Charles George Gordon, como su secretario. Entre 1873 y 1874, viajó a lo largo del Nilo Blanco desde la capital sudanesa, Jartum, hasta Gondokoro, en el sur del Sudán. 
Menges planeó viajes de investigación al Mar Rojo y organizó expediciones científicas por el noreste de África y, además del Sudán egipcio, recorrió el interior de Somalia y Abisinia. Menges estuvo muy interesado por las poblaciones locales, sus formas de vida y sus culturas. Mantuvo estrecho contacto con etnólogos y museos etnológicos y publicó numerosos informes en revistas especializadas sobre temas como las guerras entre tribus, el lenguaje comercial por señas, las enfermedades y sus tratamientos o la trata de esclavos.
Documentó extensamente las condiciones climáticas en sus viajes, realizando mediciones meteorológicas, determinaciones de altitud y registros de temperatura. Llevó un registro cuidadoso de las rutas seguidas, así como describió los paisajes y las formaciones montañosas encontradas. Todo ello permitió a cartógrafos como Bruno Hassenstein y Carl Barich elaborar mapas detallados de las regiones que recorrió Menges. Los informes de sus viajes por Egipto, Abisinia y Somalia se publicaron en la revista alemana de geografía Petermanns Geographische Mitteilungen. Asimismo, realizó meticulosas descripciones de la fauna encontrada —facóqueros, hipopótamos, elefantes, dromedarios, camellos, gacelas, antílopes, asnos salvajes y leopardos— que se publicaron en revistas de zoología.
Para financiar sus expediciones, Menges contactó en 1876 con Carl Hagenbeck, comerciante de animales de Hamburgo, y le proporcionó información sobre las poblaciones de animales que había visto, y las posibilidades de capturarlos y transportarlos hasta Europa. Menges se convirtió en un experto muy solicitado como proveedor de zoológicos. En febrero de 1887, adquirió una tienda de animales en Trieste y abrió su propia sucursal comercial. Instaló allí una estación de cuarentena donde los animales capturados eran atendidos antes de continuar su viaje hacia zoológicos europeos. A partir de 1893, el Jardín Zoológico de Fráncfort del Meno se convirtió en el punto de transbordo más importante para las colecciones de animales importadas por Menges a Europa.

## Obras

### Informes de viajes
- Fahrt auf einer ägyptischen Eisenbahn, 1876.
- Die heißen Quellen von Eilet (Abessinien), 1877.
- Reise in den ägyptischen Sudan, 1883.
- Ausflug in das Somali-Land, 1884.
- Die Karawanenstraße zwischen Suakin und Kasalla, 1887.
- Reisen zwischen Kasalla und dem Setit, 1888.
- Streifzüge in das Küstenland der Habr Auel, 1894.

### Informes zoológicos
- Bemerkungen über den deut. Tierhandel von Nord-Ost-Afrika, 1876.
- Einige Mittheilungen über das Warzenschwein (Phacochoerus Aeliani), 1876.
- Jagdzug nach dem Mareb und oberen Chor Baraka, März–April 1881, 1884.
- Das Nilpferd des Zoologischen Gartens zu Hamburg, 1882.
- Die Einführung des Dromedars in Südafrika, 1885.
- Verwilderte Kamele in Arizona, 1886.
- Jagdausflug in das nördliche Somaliland, 1886.
- Bemerkungen über die Gazella Walleri des nördl. Somalilandes, 1887.
- Der Wildesel des Somalilandes, 1887.
- Die Verwendbarkeit des Elefanten zur Erschließung Afrikas, 1888.
- Ausdauer eines Leoparden, 1888.
- Eine neue Antilope des Somalilandes, 1894.

### Informes etnológicos
- Die Ursachen des ägyptisch-abessinischen Krieges, 1876.
- Die Bewaffnung und Kriegführung der Sudanesen, 1884.
- Von der Somaliküste, 1885.
- Die Bewohner des Hochplateaus der Somali-Halbinsel, 1886.
- Die Zeichensprache des Handels in Arabien und Ost-Afrika, 1885.
- Bemerkungen über einige in Nord-Ost-Afrika vorkommende Krankheiten und deren Behandlung durch die Eingeborenen, 1886.
- Der Sklavenhandel am Rothen Meer und am Golf von Aden, 1888.
- Zustände im östlichen Sudan, 1894.